# Jackson C. Frank
Jackson Carey Frank (Buffalo, 2 marzo 1943 – Great Barrington, 3 marzo 1999) è stato un cantautore statunitense.

## Biografia
All'età di undici anni rimase coinvolto in un incidente presso la sua scuola, la Cleveland elementary school di Cheektowaga, dove rimase ustionato per metà del corpo a causa dell'esplosione di una caldaia. Ventenne, cominciò a lavorare come giornalista e parallelamente come musicista folk nei locali del Greenwich Village. Nel 1960 registrò anche alcune canzoni per un album che non avrebbe mai pubblicato, Peaches & Crust, recuperate solamente nel doppio cd deluxe postumo Blues Run The Game.
A 21 anni incassò i soldi dell'assicurazione per l'incidente subito da bambino e a metà degli anni sessanta si trasferì in Inghilterra dove conobbe i principali artisti della scena folk, fra i quali Bert Jansch, Sandy Denny, con la quale Jackson ebbe una relazione, Al Stewart, che suonò in un pezzo dell'album che Paul Simon produsse nel 1965, l'omonimo esordio Jackson C. Frank. Estremamente schivo, Jackson chiese durante le registrazioni di rimanere nascosto.
Poco tempo dopo la pubblicazione dell'album Jackson cominciò a soffrire di disturbi psichici e, prossimo a terminare i soldi dell'assicurazione, tornò negli Stati Uniti. Stabilitosi a Woodstock sposò Elaine Sedgwick, con la quale ebbe due figli e per sostenere la famiglia riprese il lavoro in un piccolo giornale, il Woodstock Week. Poco dopo la morte del figlio maschio per fibrosi cistica, il suo matrimonio fallì e Jackson cadde in una profonda depressione, che lo costrinse al ricovero in un istituto di cura, dove restò fino al 1972. Dimesso, non avendo più nulla, visse grazie all'aiuto di alcuni amici fra i quali Joe Boyd, fino a quando non tornò a vivere con i genitori a Buffalo.
Nel 1978 il suo album fu ristampato con il titolo Jackson Again e con una copertina differente. Fuggito da Buffalo nel 1984, tentò di trovare aiuto a New York da Paul Simon ma non riuscendoci, fu costretto a vivere per strada, venendo continuamente ricoverato in ospedali psichiatrici. Questa situazione contribuì a peggiorare le sue condizioni di salute oltre che a renderlo introvabile per diversi anni.
A metà anni novanta, Jim Abbott, che ne ha scritto una biografia postuma, si mise sulle sue tracce dopo aver trovato fortuitamente un vecchio disco di Al Stewart con una dedica a Jackson in un negozio di vinili usati. Lo trovò, estremamente appesantito e quasi irriconoscibile, e lo aiutò a chiedere ospitalità presso un ospizio a Woodstock. Ma proprio quando Abbott andò a prenderlo, Jackson fu vittima di una ennesima disgrazia, venendo colpito da un proiettile esploso da un fucile ad aria compressa con il quale dei ragazzini stavano giocando. Il proiettile lo rese cieco da un occhio. Negli anni del ricovero a Woodstock, Abbott se ne prese cura e lo incitò a riprendere a scrivere canzoni, alcune delle quali furono incise nel 1997.
Morì a cinquantasei anni, il 3 marzo del 1999, per un attacco cardiaco, indebolito dalle conseguenze di una polmonite.
Molte le cover dalle sue canzoni: da Nick Drake (Here Comes The Blues, Milk and Honey, Blues Run the Game), a Simon & Garfunkel (Blues Run the Game), dai Fairport Convention (You Never Wanted Me) a Marianne Faithfull (Kimbie). Un suo pezzo, I Want to Be Alone (altrove titolato Dialogue), appare nella colonna sonora di Electroma, film del 2006 dei Daft Punk. La canzone My Name Is Carnival è inserita nel film Joker.

## Discografia

### Album in studio
- Jackson C. Frank (Columbia, 1965)

### Ristampe e compilation
- Jackson Again (B & C Stereo, 1978)
- Blues Run The Game (Castle Music, 2003)
- Fixin' To Die (Secret Records Limited, 2014)
- The Complete Recordings (Ba Da Bing!, 2015)

### Singoli
- Blues Run The Game/Can't Get Away From My Love (Columbia, 7", 1965)

### Colonne sonore
- Milk and Honey in The Brown Bunny, di Vincent Gallo, 2003
- I Want to Be Alone in Electroma, dei Daft Punk, 2006
- My Name Is Carnival in Joker, di Todd Phillips